# Rebound (película de 2023)
Rebound (en hangul, 리바운드; romanización revisada del coreano: Ribaundeu) es una película surcoreana de 2023, dirigida por Jang Hang-ju y protagonizada por Ahn Jae-hong, Lee Shin-young y Jeong Jin-woon. La trama está basada en una historia real del entrenador de baloncesto Kang Yang-hyeon, cuando comenzó a entrenar a un débil equipo de solo seis jugadores para el Campeonato Nacional de Baloncesto de Escuelas Secundarias de 2012 y alcanzó la final. La película se estrenó en Corea del Sur el 5 de abril de 2023.

## Sinopsis
El equipo de baloncesto de la escuela secundaria Jungang de Busan, que era una escuela secundaria prestigiosa en este deporte, ahora está en crisis y en riesgo de supresión. Debido a su reputación pasada y al aviso de sus exalumnos, para salvar las apariencias nombra como entrenador de baloncesto a Kang Yang-hyeon (Ahn Jae-hong), un funcionario público que trabaja en la escuela. Este, exjugador de baloncesto que fue incluso MVP en el pasado, carece de experiencia como entrenador y por ello sufre el rechazo de parte de los jugadores, que abandonan el equipo, pero él tiene su propia voluntad, y reúne a jugadores del baloncesto callejero para suplir a lo que faltan, así como a practicantes de baloncesto y fútbol de otras escuelas. Así se forma un equipo con un entrenador inexperto y un grupo heterogéneo de jugadores para competir en el Campeonato Nacional de Baloncesto de Escuelas Secundarias de 2012. El resultado será sorprendente.

## Reparto

### Equipo de baloncesto de la escuela Jungang
- Ahn Jae-hong como el entrenador Kang Yang-hyeon.[5]
- Lee Shin-young como Cheon Ki-beom, capitán y dorsal n.º 1, que brilló como escolta en la secundaria pero atraviesa una mala racha.[5][6]
- Jeong Jin-woon como Bae Gyoo-hyeok, n.º 10.
- Kim Taek como Hong Soon-gyu, n.º 11, exjugador de fútbol reconvertido en pivot con buena capacidad de salto.[5][7]
- Jung Gun-joo como Jung Kang-ho, n.º 23, un ala-pivot que solo ha jugado a baloncesto callejero.[6]
- Kim Min como Heo Jae-yoon, sexto hombre, n.º 14, siempre en el banquillo desde la escuela primaria.[6]
- Ahn Ji-ho como Jung Jin-wook, n.º 4, un recién llegado al baloncesto.[6]

### Otros
- Lee Jun-hyeok como entrenador jefe.[8]
- Roh Kyung como entrenador de baloncesto de otra escuela secundaria.[9]
- Jang Hyun-sung como entrenador de la escuela secundaria Yongsan.[4]
- Kim Jin-soo como el vicedirector.[4]
- Jo Hyun-il como comentarista del torneo de baloncesto.[4]
- Park Jae-min como comentarista del torneo de baloncesto.[10]
- Lee Seok-min como Heo Hoon, figura del equipo rival de Yongsan.[7][11]
- Kim Soo-jin como la madre de Gyoo-hyeok.
- Kang Ae-shim como la mujer del director.
- Min Moo-je como el padre de Gi-beom.
- Choi Jung-yoon como la madre de Gi-beom.
- Lee Sang-won como un entrenador de baloncesto.

## Producción
El material narrativo que emplea la película es la historia de su protagonista Kang Yang-hyeon, que durante ocho años fue entrenador de baloncesto en la escuela Jungang y en el momento de su estreno tenía la misma función en la universidad Chosun y también con el equipo nacional de baloncesto 3x3. Como jugador no había llegado nunca a la primera división, a pesar de haber sido MVP en la escuela secundaria, y a los 24 años fue llamado a ser entrenador en Jungang, donde reorganizó el equipo y lo llevó al subcampeonato en 2012.
Después de haber trabajado juntos en la serie Sign (2011), Rebound es una nueva colaboración entre el director Jang Hang-jun y la guionista Kim Eun-hee, casados desde 1998. Kim ha escrito asimismo los guiones de series como Signal, Kingdom, Jirisan y Revenant.
La película se había empezado a preparar en 2017, pero la producción fue aplazada. Las audiciones para el reparto concluyeron en febrero de 2022, y estaba planeado que el rodaje comenzara al mes siguiente. Se rodó durante la primavera y principios de verano, hasta el 13 de julio. La producción contó con el «apoyo total», según se recalcó en la rueda de prensa de presentación,  de la Liga Coreana de Baloncesto (KBL); jugadores, entrenadores, árbitros y comentaristas participaron en las filmaciones e incluso, en el caso del antiguo seleccionador nacional Cho Sang-hyun, en las audiciones para la selección de jugadores de los equipos oponentes.
Rebound fue seleccionada para el Proyecto de apoyo al incentivo de ubicación de Busan de la Comisión de Cine de Busan de 2022 y recibió un incentivo de cuarenta millones de wones. La ciudad de Busan es el escenario del filme: los lugares de filmación incluyen la Escuela Secundaria Jungang, Tombstone Culture Village, la antigua Universidad Dongbusan, el Puente Yeongdo, el Observatorio Sunrise, el Arroyo Oncheon, el Mercado del Amanecer Chungmu-dong, el Apartamento del Ciudadano Yeongju y el Parque Cultural Daeyeon.
La película contó con la participación de más de veinte jugadores o exjugadores de baloncesto para dar mayor realismo a las escenas de juego. Ahn Jae-hong ganó diez kilos de peso para aumentar su parecido con el personaje real de Kang Yang-hyeon, que en la época del rodaje de la película era entrenador del equipo nacional de baloncesto 3x3. Siendo el actor de Busan, no tuvo que aprender el acento de la región. Los seis actores que interpretan a los jugadores practicaron baloncesto dos meses antes del rodaje.
El 24 de febrero de 2023 se publicaron dos carteles y un tráiler de la película, y se anunció la fecha de estreno. El 14 de marzo se presentó en una conferencia de prensa que tuvo lugar en Lotte Cinema (Universidad Konkuk, Seúl), con la presencia del director y los protagonistas.

## Estreno y recepción
Rebound se estrenó el 5 de abril de 2023. Abril es temporada baja para el cine en Corea del Sur, y ese año además las películas coreanas no tuvieron un buen desempeño durante las vacaciones del Año nuevo lunar, por lo que las distribuidoras de las películas más competitivas no estaban dispuestas a estrenarlas en ese mes. Al final se eligió Rebound entre otras seis candidatas.
Fuera de su país, Rebound se había vendido antes de su estreno a Reino Unido, Australia, Nueva Zelanda, Taiwán y Singapur. Además, fue invitada a la sección competitiva del 25.º Festival de Cine del Extremo Oriente de Udine (Italia), que tuvo lugar a finales de abril de 2023, y donde fue galardonada con el Gelso d'Argento (segundo premio de la competición) y recibió la ovación más larga del festival.

### Taquilla
La película se estrenó en 1102 salas y fue vista por 32 926 espectadores en su primer día de exhibición, quedando en segundo lugar por este concepto tras la japonesa Suzume's Door Lock. Del 7 al 9 de abril, su primer fin de semana, acumuló 212 000 espectadores, permaneciendo en segundo lugar tras aquella. Al 29 de junio de 2023 ocupaba la sexta posición entre las producciones surcoreanas más taquilleras del año, con 697 000 espectadores y una taquilla de 5,07 millones de dólares; a finales de agosto había bajado a la novena posición.

### Crítica
Hong Soo-jeong (Brunch) escribe que «como película de comedia deportiva, los resultados no son malos [...] Sin embargo, los clichés se repiten en la progresión de la historia, la composición de los personajes y las relaciones entre ellos». Considerando las cualidades de director y guionista, encuentra «decepcionante» el resultado, y resalta la importancia de Ahn Jae-hong para sostener el filme con su actuación. El mayor problema de la película está en su final, que resulta falto de fuerza y que arruina el trabajo previo.
Kim Joo-hee (Newsverse) considera que «el énfasis de Rebound en la realidad es una espada de doble filo», pues por un lado permite disfrutar de una historia real sin sumar ni restar nada, pero por otro es excesivo el enfoque «en reproducir el proceso desde el reclutamiento de jugadores hasta la final» e impide que el espectador pueda sumergirse en un partido de baloncesto; sobre todo las decisiones del director al final, en las escenas de presentación de los jugadores como un documental, son muy desacertadas y truncan el clímax de la historia.

## Premios y nominaciones
| Año  | Ceremonia                                 | Premio          | Candidato | Resultado | Ref.          |
| ---- | ----------------------------------------- | --------------- | --------- | --------- | ------------- |
| 2023 | 25.º Festival de Cine del Extremo Oriente | Gelso d'Argento | Rebound   | Ganadora  | [ 27 ] [ 28 ] |